# تعقيل

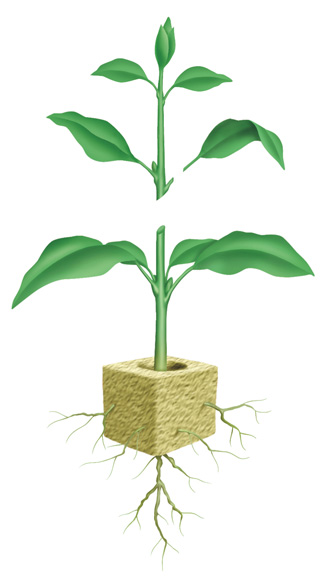
مثال عن كيفية تعقيل النبات

التعقيل أو الافتسال  (بالإنجليزية: Propagation by Cuttings)‏ هو إحدى طرائق الإكثار الخضري في النباتات. يجري بقطع أجزاء من سوق بعض النباتات كالعنب والتين على أساس أن يحتوي كل جزء على عدة براعم تسمى بالعُقلة أو الفَسْل أو الشكير. تزرع العقل في تربة رطبة ويكون جزء منها فوق سطح التربة.

## وصلات خارجية
إكثار الزيتون بالعقل الغضة .